# Sciophila americana
Sciophila americana är en tvåvingeart som först beskrevs av Ignaz Rudolph Schiner 1868.  Sciophila americana ingår i släktet Sciophila och familjen svampmyggor. Inga underarter finns listade i Catalogue of Life.